# (12322) 1992 QW
(12322) 1992 QW est un astéroïde de la ceinture principale d'astéroïdes découvert en 1992.

## Description
(12322) 1992 QW a été découvert le 31 août 1992 à l'observatoire Palomar, situé au nord de San Diego en Californie, par Eleanor Francis Helin.

### Caractéristiques orbitales
L'orbite de cet astéroïde est caractérisée par un demi-grand axe de 2,25 UA, un périhélie de 1,79 UA, une excentricité de 0,20 et une inclinaison de 5,94° par rapport à l'écliptique. Du fait de ces caractéristiques, à savoir un demi-grand axe compris entre 2 et 3,2 UA et un périhélie supérieur à 1,666 UA, il est classé, selon la JPL Small-Body Database, comme objet de la ceinture principale d'astéroïdes.

### Caractéristiques physiques
(12322) 1992 QW a une magnitude absolue (H) de 15,5 et un albédo estimé à 0,323.